# Effectif de la bataille de Camerone
Liste des légionnaires ayant participé au combat de Camerone
| Grade           | Nom                       | Date de naissance | Lieu de naissance                                        | Date de décès | Combat de Camerone  |
| --------------- | ------------------------- | ----------------- | -------------------------------------------------------- | ------------- | ------------------- |
| Officiers       |                           |                   |                                                          |               |                     |
| Capitaine       | Jean Danjou               | 15/04/1828        | Chalabre (France)                                        | 30/04/1863    | Tué                 |
| Sous-lieutenant | Clément Maudet            | 08/08/1829        | Saint-Mars-d'Outillé (France)                            | 08/05/1863    | Mortellement blessé |
| Sous-lieutenant | Jean Vilain               | 03/08/1836        | Poitiers (France)                                        | 30/04/1863    | Tué                 |
| Sous-officiers  |                           |                   |                                                          |               |                     |
| Sergent-major   | Henri Tonnel              | 15/04/1831        | Soissons (France)                                        | 30/04/1863    | Tué                 |
| Sergent         | Vicente Morzycki          | 05/01/1840        | La Clayette (France)                                     | 30/04/1863    | Tué                 |
| Sergent         | Jean Germeys              | 11/03/1832        | Saint-Trond (Belgique)                                   | 11/05/1863    | Mortellement blessé |
| Sergent         | Charles Schaefner         | 26/10/1831        | Berne (Suisse)                                           | 15/08/1865    | Blessé              |
| Sergent         | Alfred Palmaert           | 03/06/1842        | Anvers (Belgique)                                        | 20/08/1863    | Blessé              |
| Caporaux        |                           |                   |                                                          |               |                     |
| Caporal         | Louis Maine               | 04/09/1830        | Mussidan (France)                                        | 27/06/1893    | Blessé              |
| Caporal         | Adolphe Del Caretto       | 16/12/1835        | Oran (France, aujourd'hui en Algérie)                    | 13/05/1863    | Mortellement blessé |
| Caporal         | Ame Favas                 | 20/09/1837        | Genève (Suisse)                                          | 30/04/1863    | Tué                 |
| Caporal         | Évariste Berg             | 13/01/1834        | Saint-Benoît (La Réunion) (France)                       | 13/06/1864    | Blessé              |
| Caporal         | Charles Magnin            | 04/03/1843        | Gérics (France)                                          |               | Blessé              |
| Caporal         | André Pinzinger           | 17/04/1831        | Landau (Allemagne)                                       | 24/06/1899    |                     |
| Tambour         |                           |                   |                                                          |               |                     |
| Tambour         | Casimir Lai               | 27/11/1839        | Cagliari (Italie)                                        |               | Blessé              |
| Légionnaires    |                           |                   |                                                          |               |                     |
| Légionnaire     | Jean Bass                 | 26/12/1842        | Mouscron (Belgique)                                      | 04/08/1863    | Mortellement blessé |
| Légionnaire     | Aloyse Bernardo           | 20/05/1830        | Willaricho (Espagne)                                     | 30/04/1863    | Tué                 |
| Légionnaire     | Gustave Bertolotto        | 23/12/1839        | Toulon (France)                                          | 30/04/1863    | Tué                 |
| Légionnaire     | Claude Billod             | 10/11/1832        | Dijon (France)                                           | 11/06/1863    | Mortellement blessé |
| Légionnaire     | Antoine Bogucki           | 11/06/1833        | Poznań (Pologne)                                         | 30/04/1863    | Tué                 |
| Légionnaire     | Nicolas Brugiser          | 1833              | Oberlandbrofer (Allemagne)                               | 30/04/1863    | Tué                 |
| Légionnaire     | Félix Brunswick           | 24/09/1832        | Bruxelles (Belgique)                                     | 20/09/1896    |                     |
| Légionnaire     | Victor Cateau             | 07/04/1837        | Comines (Belgique)                                       | 30/04/1863    | Tué                 |
| Légionnaire     | Georges Catenhusen        | 23/06/1837        | Lavenurg (Allemagne) mais nationalité danoise            | 30/04/1863    | Tué                 |
| Légionnaire     | Laurent Constantin        | 06/07/1826        | Bruxelles (Belgique)                                     |               |                     |
| Légionnaire     | Constant Dael             | 20/12/1842        | Bruxelles (Belgique)                                     | 23/05/1863    | Mortellement blessé |
| Légionnaire     | François Daglincks        | 31/10/1834        | Anvers (Belgique)                                        | 30/04/1863    | Tué                 |
| Légionnaire     | Hartog De Vriess          | 13/03/1838        | Amsterdam (Pays-Bas)                                     | 30/04/1863    | Tué                 |
| Légionnaire     | Pierre Dicken             | 29/05/1842        | Erkumer (Pays-Bas)                                       | 30/04/1863    | Tué                 |
| Légionnaire     | Charles Dubois            | 11/04/1843        | Le Locle (Suisse)                                        | 30/04/1863    | Tué                 |
| Légionnaire     | Frédéric Friedrich        | 04/05/1832        | Langenbielau (Allemagne-Silésie, aujourd'hui en Pologne) | 30/04/1863    | Tué                 |
| Légionnaire     | Frédéric Fritz            | 22/11/1822        | Kemm (Allemagne-Wurtemberg)                              | 30/04/1863    | Tué                 |
| Légionnaire     | Georges Furbasz (Fürbaß)  | 24/02/1842        | Dinglingen (Allemagne)                                   | 30/04/1863    | Tué                 |
| Légionnaire     | Aloïse Gaertner (Gartner) | 17/11/1837        | Karlsruhe-Bulach (Allemagne)                             |               | Blessé              |
| Légionnaire     | Léon Gorski               | 01/03/1844        | Nîmes (France)                                           | 14/12/1864    | Blessé              |
| Légionnaire     | Louis Groux               | 21/07/1840        | Payerne (Suisse)                                         | 30/04/1863    | Tué                 |
| Légionnaire     | Hiller                    | ???               | ???                                                      |               | Blessé              |
| Légionnaire     | Emile Hipp                | 18/05/1838        | Paris (France)                                           | 30/04/1863    | Tué                 |
| Légionnaire     | Adolphe Jeannin           | 23/01/1836        | Genève (Suisse)                                          | 10/10/1863    | Blessé              |
| Légionnaire     | Ulrich Konrad             | ???               | Bavière (Allemagne)                                      | 30/04/1863    | Tué                 |
| Légionnaire     | Hippolyte Kuwasseg        | 22/07/1843        | Villeneuve-Saint-Georges (France)                        | 04/12/1906    |                     |
| Légionnaire     | Jean Kurz                 | 02/03/1844        | Kalenberg (Pays-Bas)                                     | 28/05/1863    | Mortellement blessé |
| Légionnaire     | Félix Langmeier           | 16/03/1842        | Buchs (Suisse)                                           | 30/04/1863    | Tué                 |
| Légionnaire     | Frédéric Lemmer           | 03/03/1836        | Hesselbach (Allemagne)                                   | 30/04/1863    | Tué                 |
| Légionnaire     | Jean-Baptiste Leonhard    | 19/03/1834        | Liège (Belgique)                                         |               | Mortellement blessé |
| Légionnaire     | Louis Lernould            | 06/05/1845        | Francfort (Allemagne)                                    | 30/04/1863    | Tué                 |
| Légionnaire     | Edouard Merlet            | 04/04/1836        | Messkirch (Suisse)                                       |               | Blessé              |
| Légionnaire     | Joseph Rebers             | 15/12/1837        | Odenkirchen (Allemagne)                                  | 30/04/1863    | Tué                 |
| Légionnaire     | Louis Rohr                | 01/10/1832        | Niedererbach (Allemagne)                                 | 25/05/1863    | Mortellement blessé |
| Légionnaire     | Hermann Schiffer          | 19/10/1836        | Bad Cannstatt (Allemagne)                                |               | Blessé              |
| Légionnaire     | Joseph Schreiblich        | 25/08/1843        | Gruben (Suisse)                                          |               | Blessé              |
| Légionnaire     | Jean Seffrin              | 22/12/1838        | Nersingen (Allemagne- Bavière)                           |               | Blessé              |
| Légionnaire     | Daniel Seiler             | 27/12/1837        | Lenzburg (Suisse)                                        | 30/04/1863    | Tué                 |
| Légionnaire     | Joseph Sergers            | ???               | ???                                                      |               | Blessé              |
| Légionnaire     | Louis Stoller             | 24/09/1834        | Bruxelles (Belgique)                                     |               | Tué                 |
| Légionnaire     | Jean-Louis Timmermans     | 02/08/1845        |                                                          | 15/05/1863    | Mortellement blessé |
| Légionnaire     | Pharaon Van Del Bulke     | 21/12/1845        | Lille (France)                                           | 03/01/1894    | Blessé              |
| Légionnaire     | Jacques Van Der Meersche  | 31/12/1832        | Alost (Belgique)                                         | 30/04/1863    | Tué                 |
| Légionnaire     | Luitpog Van Opstal        | ???               | ???                                                      | 02/02/1864    |                     |
| Légionnaire     | Henry Vandesavel          | 17/05/1832        | Hasselt (Belgique)                                       | 30/04/1863    | Tué                 |
| Légionnaire     | Jean-Baptiste Verjus      | 12/02/1839        | Paris (France)                                           |               | Blessé              |
| Légionnaire     | Geoffroy Wensel           | 04/11/1822        | Nettrich (Allemagne-Prusse)                              |               | Blessé              |
| Légionnaire     | Karl Wittgens             | ???               | ???                                                      | 30/04/1863    | Tué                 |
| Légionnaire     | Nicolas Zey               | 17/02/1842        | Beuren (Allemagne)                                       |               |                     |

| Morts au combat      | 31 |
| Mortellement blessés | 10 |
| Total décédés        | 41 |
| Blessés              | 18 |
| Total survivants     | 24 |

## Nationalité des légionnaires
| Français             | 16 |
| Allemands            | 16 |
| Belges               | 11 |
| Suisses              | 9  |
| Néerlandais          | 4  |
| Italiens             | 1  |
| Espagnols            | 1  |
| Polonais             | 1  |
| Danois               | 1  |
| Nationalité inconnue | 5  |

## Sources
- Commandement de la Légion étrangère (COMLE) - Division rayonnement et patrimoine de la Légion étrangère[réf. incomplète]